# История за любов и мрак
„История за любов и мрак“ (на иврит: סיפור על אהבה וחושך) е американско-израелски филм от 2015 година, биографична драма на режисьорката Натали Портман по неин собствен сценарий, базиран на едноименния автобиографичен роман от 2002 година на Амос Оз.
Сюжетът показва детството на Амос Оз в Йерусалим по време на създаването на Израел, когато майка му претърпява тежка криза от сблъсъка на младежките си мечти с действителността и се самоубива. Главните роли се изпълняват от Натали Портман, Амир Теслер, Гилад Кахана.